# Advanced Crew Transportation System

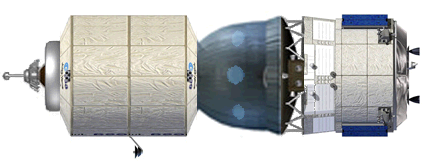
Diseño inicial del ACTS-CSTS.

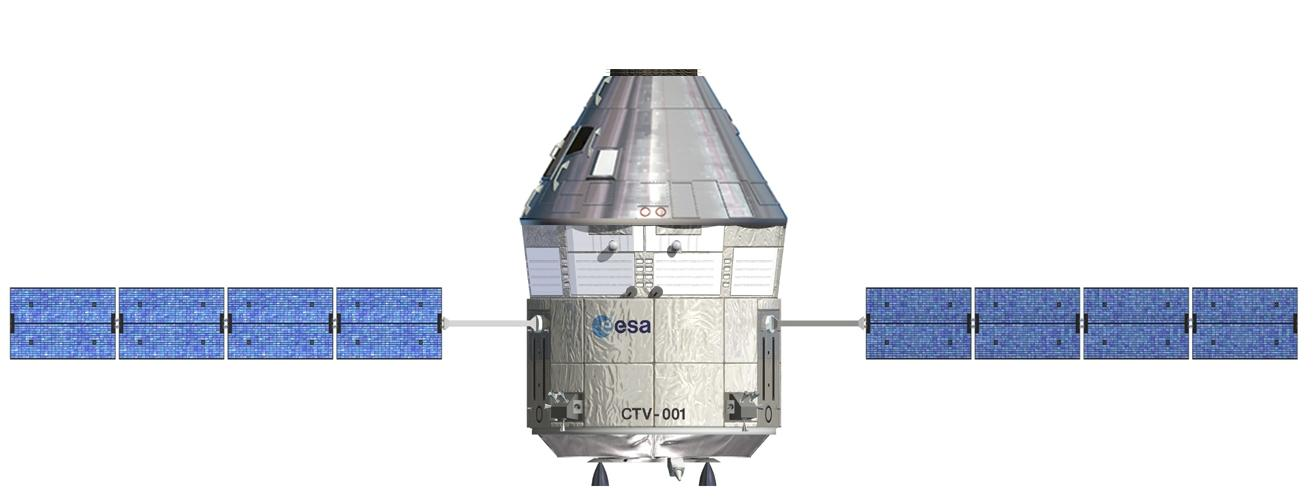
Posible diseño del ACTS-ARV.

Advanced Crew Tansportation System (Sistema Avanzado de Transporte de Tripulación), conocido por sus siglas en inglés ACTS o como CSTS (Crew Space Transportation System), era un programa de vehículo espacial tripulado estudiado conjuntamente por la Agencia Espacial Europea (ESA), ahora en solitario, y la Roscosmos. Posteriormente se habría unido al proyecto la Agencia Japonesa de Exploración Aeroespacial (JAXA). El objetivo es disponer de un vehículo con capacidad de llegar a OTB para misiones de abastecimiento a la ISS pero además capaz de explorar la Luna y más allá. Este estudio se desarrolló para mantener despierto el interés de los europeos por continuar con su presencia en el espacio, debido a que la NASA anunció que la nave Orión del Vision for Space Exploration se desarrollaría sin la participación internacional.
A fecha de 2009 Rusia ha decidido que seguiría con una versión propia del diseño original del CSTS que denominaría "PPTS" o Prospective Piloted Transport System. La europea ESA ha decidido seguir el desarrollo de una nave ACTS (Advanced Crew Transportation System), una evolución del CSTS, que es una versión tripulada del nave espacial ATV. La ACTS sigue el formato de la nave rusa Soyuz teniendo un módulo separado para el ascenso/descenso y un módulo orbital desechable. El módulo de descenso de alguna manera recuerda al módulo de comando de las naves Apolo mientras que el módulo orbital recuerda a una versión tripulada del ATV.

## Historia
El inicio del proyecto se remonta al verano de 2004, cuando Roskomos propone a la ESA su participación en el desarrollo del vehículo reutilizable Kliper. Esta propuesta es tomada en consideración y estudiada por la agencia europea.
Por otro lado, la Administración Nacional de Aeronáutica y del Espacio (NASA) de EE. UU. anuncia el desarrollo de un nuevo vehículo espacial, Crew Exploration Vehicle (posteriormente conocido como cápsula Orion). Este desarrollo no estaría sujeto a cooperación internacional. Esto empuja a europeos a buscar aún más la cooperación con la agencia rusa con el fin de no quedarse relegados a un segundo plano tecnológico en la escena espacial internacional.
A principios de 2006 la ESA rechaza la participación en el desarrollo de Kliper por diversos motivos. Entre estos se encuentra que el vehículo Kliper fue diseñado para misiones de órbita baja terrestre a la Estación Espacial Internacional (EEI), y no resulta apropiado para misiones a la luna o más allá. Los días 21 y 22 de junio de ese mismo año, el consejo de la ESA acuerda iniciar un proyecto de estudio de dos años, conjunto con la agencia rusa, para el desarrollo de un vehículo espacial tripulado capaz de alcanzar la órbita lunar. Este programa fue designado como Advanced Crew Transportation System.
Sin embargo, los intereses de ambas agencias fueron divergiendo, llegándose a la conclusión a finales de 2008 de que cada parte debería intentar construir su propio transporte espacial tripulado por su cuenta. Había motivos tanto políticos como técnicos. Tanto rusos como europeos estaba interesados en mantener o conseguir el acceso independiente al espacio, si bien este acceso resultaría muy costoso. La ESA pretendía adaptar el módulo de servicio de la exitosa ATV para la nueva nave, pero este concepto fue rechazado por la agencia rusa. Estos desacuerdos tecnológicos y las limitaciones de transferencia tecnológica impedían ponerse de acuerdo en el rol de cada parte en la construcción de la nave.

## Diseño
ACTS se basa en un diseño en tres módulos, similar al ya usado en Soyuz: habitación, propulsión y reentrada. Esto tiene ciertas ventajas frente a un diseño en dos partes (como el del sistema en desarrollo Orion). Por un lado, el módulo de reentrada puede ser reducido al mínimo en tamaño y peso, puesto que no será necesario para la tripulación acceder a él durante la mayor parte del viaje exploratorio, hasta la fase de entrada. Por otro lado, como el módulo de habitación es descartado antes de la reentrada atmosférica, no es necesario que esté protegido para las presiones y altas temperaturas de dicha fase, pudiéndose fabricar con materiales más ligeros. De este modo se consigue reducir el peso global del sistema.

### Módulo de reentrada
El módulo de reentrada consistirá en una cápsula, descartándose otras configuraciones como planeadores. En octubre de 2007 se decidió centrar la atención en un diseño en forma de campana de este módulo, al igual que la cápsula Soyuz, pero incrementando el tamaño para poder acomodar de 4 a 6 personas (frente a las 3 de Soyuz). No obstante, no se descarta aún otras configuraciones como la forma cónica (como la cápsula Apolo).